# Llugaj
Llugaj – wieś położona w północnej części Albanii w gminie Llugaj. Wieś znajduje się 115 kilometrów od stolicy państwa, Tirany.

## Demografia
Według spisu ludności z 1989 roku we wsi Llugaj mieszkało 1158 mieszkańców.